# Route nationale 4 (Bénin)
Pour les articles homonymes, voir Route nationale 4.
La route nationale 4 (RN 4) est une route béninoise allant de Akpro-Missérété à la RNIE 4 au sud-ouest de Kétou. Sa longueur est de 91 km.

## Tracé
- Département de Ouémé
  - Akpro-Missérété
  - Dangbo
  - Adjohoun
- Département du Zou
  - Ouinhi
- Département du Plateau
  - RNIE 4 (au sud-ouest de Kétou)